# Robert Burdett (3e baronnet)
Robert Burdett (11 janvier 1640 - 18 janvier 1716)  est un baronnet anglais et homme politique conservateur.

## Jeunesse et éducation
Burdett est le rejeton d'une famille du Warwickshire, qui s'est également installée dans le Derbyshire . Il est le fils aîné de Sir Francis Burdett, 2e baronnet et de sa femme Elizabeth, fille de Sir John Walter, un temps Lord Chief Baron of the Exchequer . En 1659, il va au Queen's College d'Oxford, puis est admis au barreau par Gray's Inn en 1662 . À la mort de son père en 1696, il lui succède comme baronnet.

## Carrière
Burdett entre à la Chambre des communes anglaise en 1679, siégeant dans le Warwickshire les deux années suivantes. En 1689, il est élu pour Lichfield, qu'il représenta jusqu'à sa retraite en 1698 . Au Parlement, il se prononce sans succès contre la mise hors la loi de John Fenwick (3e baronnet), qui est décapité peu de temps après . Il est nommé sous-lieutenant en 1704, servant pour le Warwickshire .

## Famille

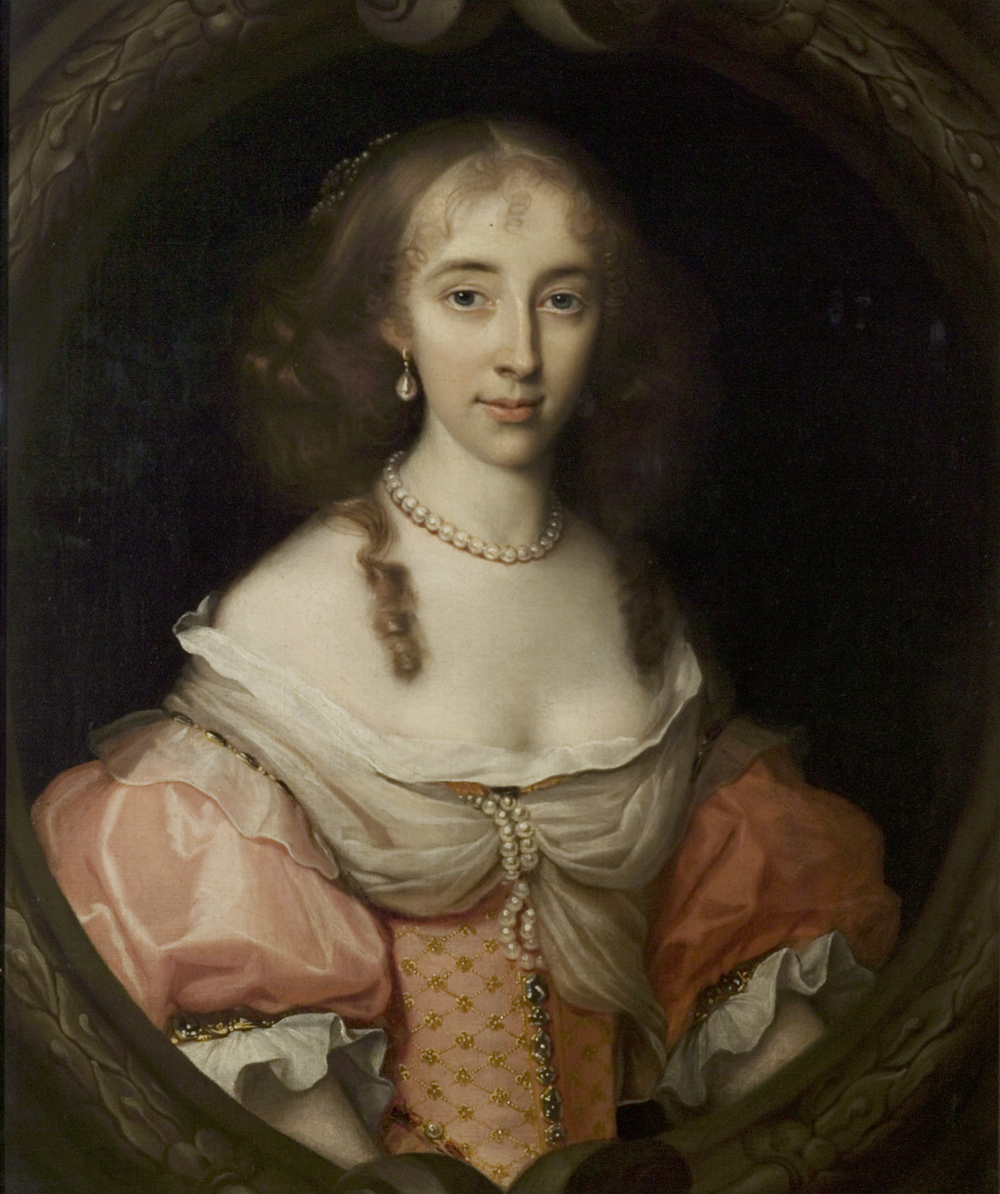
Portrait de Madeleine Aston par John Michael Wright

Burdett épouse Mary, fille unique de Gervase Pigot en 1666 et a d'elle un fils et une fille . Après sa mort deux ans plus tard, il épouse Magdalen Aston, fille de Sir Thomas Aston (1er baronnet) (en) en 1676  et a quatre autres fils et autant de filles. Madeleine meurt en 1694 . Il se remarie avec Mary, fille de Thomas Brome . Burdett est décédé en janvier 1716, à l'âge de 76 ans. Robert, son seul fils survivant, est décédé avant lui de deux semaines et le titre est revendiqué par le frère cadet de l'ancien baronnet, Walter . Elizabeth, l'épouse de Robert, est cependant enceinte au moment de sa mort et lorsque son fils Robert, du nom de son père, nait en mai 1716, il devient baronnet .